# Desmopterus papilio
Desmopterus papilio é uma espécie de molusco pertencente à família Desmopteridae.
A autoridade científica da espécie é Chun, tendo sido descrita no ano de 1889.
Trata-se de uma espécie presente no território português, incluindo a zona económica exclusiva.